# Roger Manderscheid
Roger Manderscheid, né en 1933 et mort des suites d'un cancer le 1er juin 2010, est un auteur luxembourgeois. Il faisait partie des écrivains luxembourgeois les plus connus. 
Par son travail, il a contribué au renouveau de la langue luxembourgeoise. En plus de ses œuvres littéraires (romans, poèmes, nouvelles, livres pour enfants, pièces radiophoniques), il s'exprimait aussi à-travers la photographie et le dessin. Son roman le plus connu est la trilogie retraçant l'histoire d'un petit garçon pendant l'Occupation nazie.
Roger Manderscheid a reçu plusieurs récompenses nationales et internationales :
- Prix Batty Weber (1990)
- Prix Servais (1992)
- Prix du concours national de littérature (1995)
- Prix Gustav Regler pour l'ensemble de son œuvre (2005)
- Premier prix spécial des éditeurs (2008).